# Porphyrinia peralba
Porphyrinia peralba är en fjärilsart som beskrevs av Karl Schawerda 1924. Porphyrinia peralba ingår i släktet Porphyrinia och familjen nattflyn. Inga underarter finns listade i Catalogue of Life.